# Allobates conspicuus
Allobates conspicuus es una especie de anfibio anuro de la familia Aromobatidae.

## Distribución geográfica
Esta especie habita:
- en Perú, en la ladera oriental de los Andes, en los valles de Pachitea, Manu y Ucayali;
- en Brasil, en el estado de Acre.[4]

## Publicación original
- Morales, 2002 "2000" : Sistemática y biogeografía del grupo trilineatus (Amphibia, Anura, Dendrobatidae, Colostethus), con descripción de once nuevas especies. Publicaciones de la Asociación de Amigos de Doñana, n.º 13, p. 1-59.[5]